# Drosophila algonquin
Drosophila algonquin este o specie de muște din genul Drosophila, familia Drosophilidae, descrisă de Sturtevant și Theodosius Grigorievich Dobzhansky în anul 1936. Conform Catalogue of Life specia Drosophila algonquin nu are subspecii cunoscute.